# Xanthandrus bucephalus
Xanthandrus bucephalus är en tvåvingeart som först beskrevs av Christian Rudolph Wilhelm Wiedemann 1830.  Xanthandrus bucephalus ingår i släktet malblomflugor, och familjen blomflugor. Inga underarter finns listade i Catalogue of Life.